# 부레풀

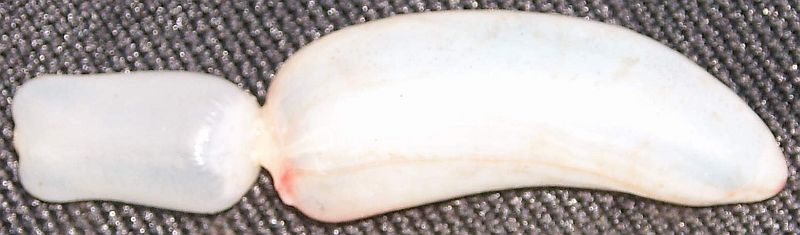
부레풀

부레풀(영어: isinglass 아이징글라스[*])은 물고기의 부레를 건조, 가공한 것이다. 콜라겐으로 이루어져 있으며, 흰색이고 냄새가 없다. 물과 함께 삶으면 젤라틴을 얻을 수 있다. 철갑상어 등의 부레풀은 주로 포도주나 맥주의 청징제로 쓰고, 요리 용으로도 쓴다. 민어 등의 부레풀은 교착력이 강하여 목기 등을 붙일 때 접착제로 사용한다.

## 같이 보기
- 아교풀